# Reginaldo Paes Leme
Reginaldo Paes Leme Ferreira (Itumbiara, 23 de abril de 1965), conhecido simplesmente por Régis, é um ex-futebolista brasileiro que atuava como goleiro.

## Carreira
Começou a sua carreira no Vasco da Gama.
Esteve no America (RJ) por empréstimo, em 1986, na brilhante campanha do time que foi terceiro lugar no Campeonato Brasileiro do mesmo ano. Régis inclusive deveria ter recebido a Bola de Prata da Revista Placar, caso não fosse prejudicado pelo regulamento, que previa acréscimo nas notas dos jogadores dos times finalistas.
Ainda teve passagens por Braga em 1990/91 e 1992.
Foi contratado no início de 1993 pelo Paraná Clube. Pelo clube, foi pentacampeonato estadual do Paraná, entre os anos de 1993 e 1997.
Ainda atuou pelo Coritiba e disputou o Campeonato Paulista de 1999 pela Inter de Limeira.
Voltou ao Paraná Clube em 1999, ano em que foi vice-campeão do estado e da Copa Sul. É um dos jogadores com maior número de partidas jogadas pelo Paraná Clube: 308 entre 1993 e 1997. Ainda nutriu a fama de pegador de pênaltis, quando em 58 cobranças, ele efetuou 26 defesas. Encerrou a carreira aos 33 anos.

## Títulos
Vasco da Gama
- Campeonato Carioca: 1987[9] e 1988
- Campeonato Brasileiro: 1 (1989)

Paraná Clube
- Campeonato Paranaense[6]: 1993[10], 1994[10], 1995[11], 1996[12] e 1997[13]